# Las visiones del caballero Tondal

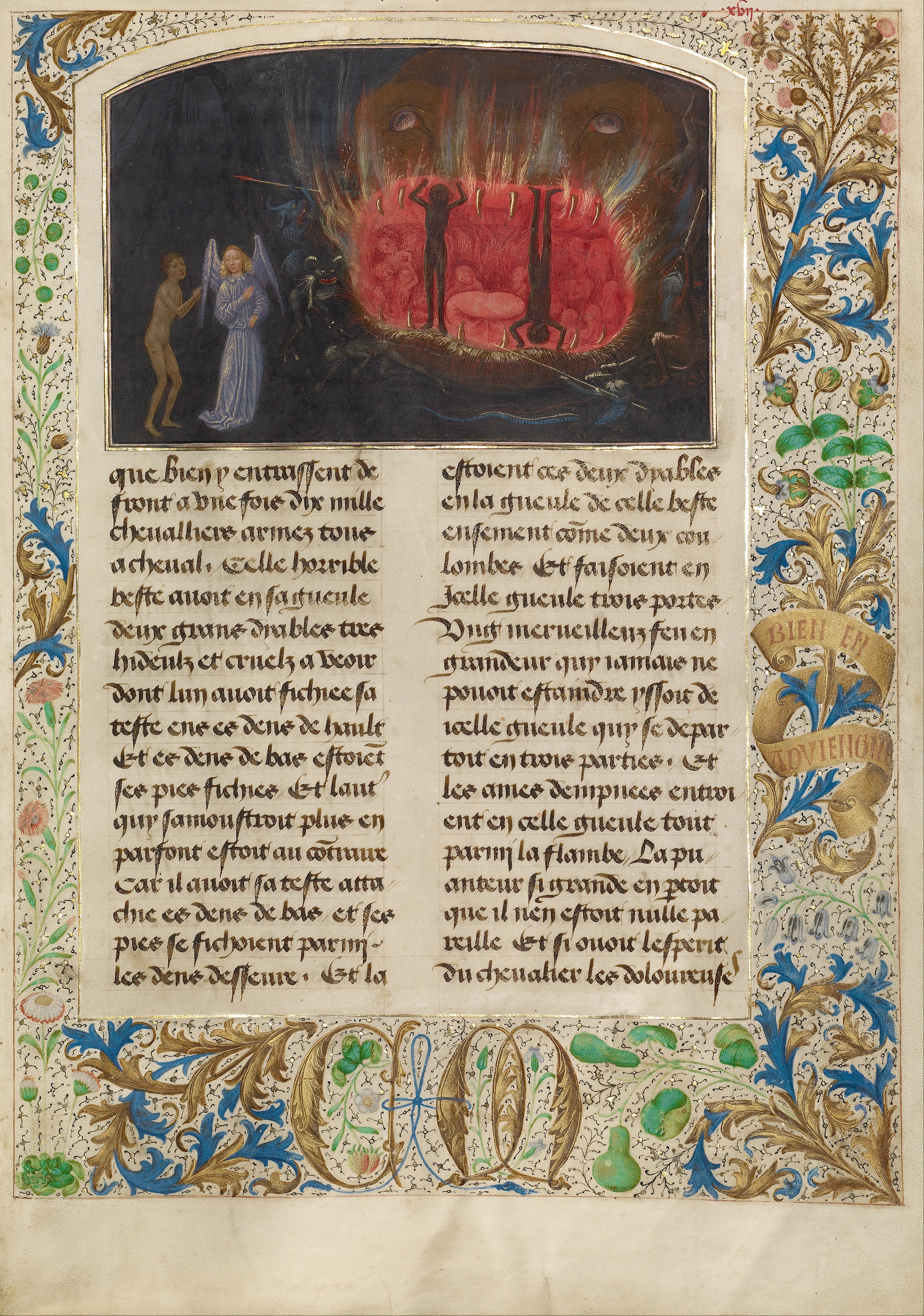
Página completa

Las visiones del caballero Tondal es un manuscrito iluminado de 1475, actualmente en el Museo Getty. Se trata de una versión francesa y es el único manuscrito totalmente iluminado de la Visión de Tundal que se conserva. Tiene 20 miniaturas de Simon Marmion y bordes elaborados con "CM" para las iniciales de Margarita de York, duquesa de Borgoña y su marido Carlos el Temerario. El texto fue redactado por David Aubert en Gante, mientras que las miniaturas se realizaron en Valenciennes, donde residía Marmion. Sólo las quince páginas con miniaturas a dos columnas y las cinco páginas con miniaturas a una columna tienen bordes. Sólo hay 45 folios, lo que significa que la mayoría tienen miniaturas. El manuscrito está disponible íntegramente en línea 

## Historia

### Origen
El Tondal del Getty fue encargado por Margarita de York, duquesa de Borgoña, en la década de 1470. Durante esta época, ella tenía otras obras que solicitaba o coleccionaba para sus cuartos de lectura personales. Era una de las mujeres más poderosas de su época y, como tal, tenía acceso a diversos métodos para conseguir manuscritos. Aprovechó este privilegio y encargó a un escriba llamado David Aubert, cuyas excelentes dotes caligráficas se aprecian en Las visiones de Tondal. Otra persona que trabajó en las miniaturas del libro es el iluminador Simon Marmion, que también fue patrocinado en esta misma época por el marido de Margarita. 

### Procedencia
En 1475, Margarita de York, duquesa de Borgoña, encargó en Francia el manuscrito  Tondal. Lo poseyó hasta 1503. En 1853, Charles-Alexandre de Ganay, marqués de Ganay, obtuvo el manuscrito y lo poseyó hasta 1881. A continuación pasó a ser propiedad de Raoul Léonor Lignerolles, conde de Lignerolles, hasta 1894. El siguiente propietario del Tondal fue Joseph Raphaël Vitta, barón de Vitta; lo conservaría hasta 1930 y lo transmitiría al belga Jean de Brouwer, barón de Brouwer. Pronto llegaría a manos del estadounidense Hans P. Kraus, Sr., en 1944, tras habérsele vendido a través de la Librairie FL Tulkens de Bruselas. En 1951 se vendió a otro estadounidense, Philip Hofer. Tras su muerte, Hofer la cedió a su hijo, el Dr. Myron Arms Hofer. En 1987 se vendió al Museo J. Paul Getty, donde permanece en la actualidad.

### Tiempos modernos

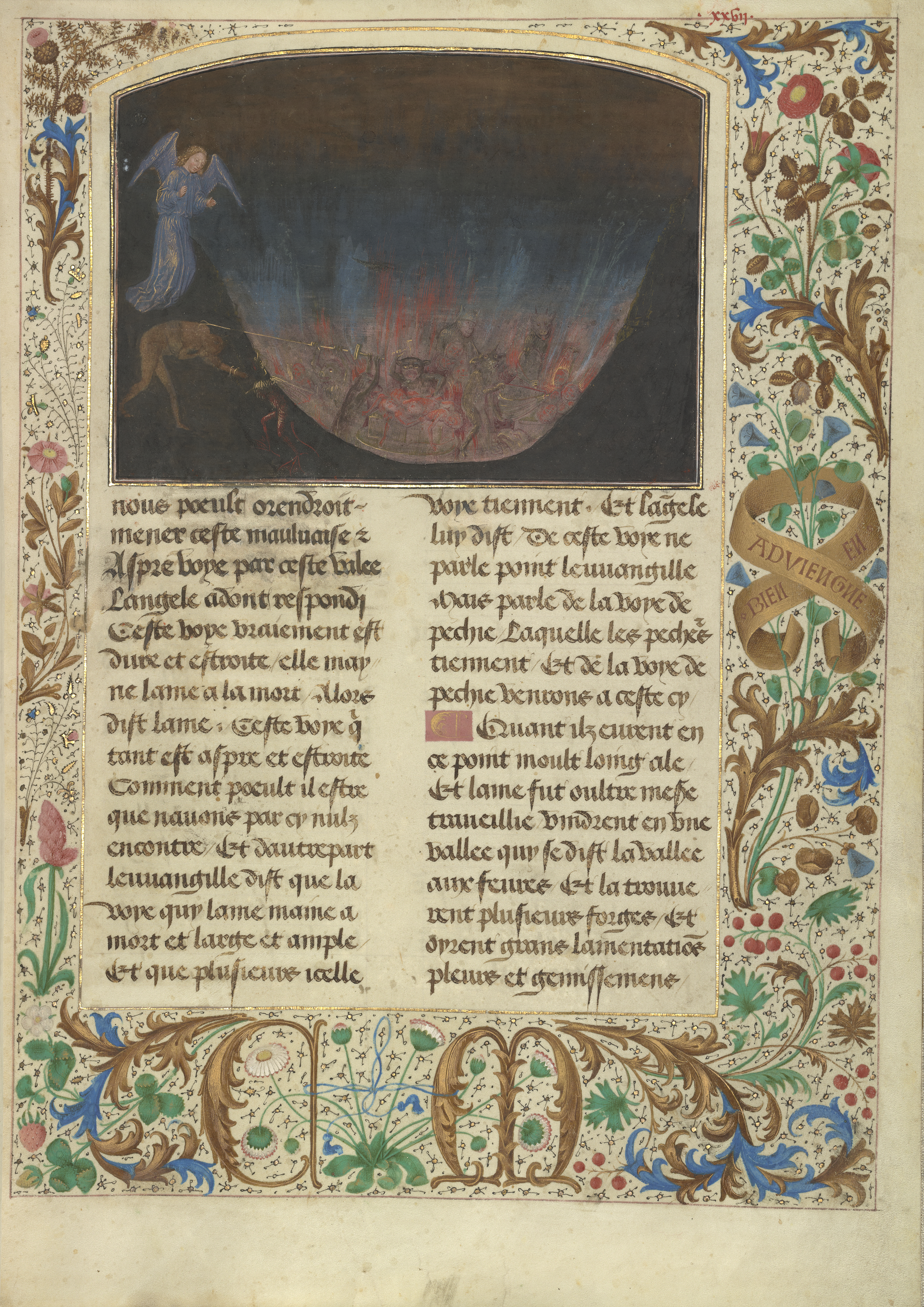
El tormento de los asesinos, de Les Visions du Chevalier Tondal

El manuscrito se puede ver en persona en el Museo J. Paul Getty o se puede acceder a él digitalmente desde el sitio web oficial del museo.

## Descripción

### Medio
Colores al temple, pan de oro, pintura dorada y tinta sobre pergamino volcado en una encuadernación de tablas de madera recubiertas de piel de becerro marrón. 

### Contenido
El texto de las Visiones de Tondal se creó en la ciudad de Ratisbona, en el sur de Alemania, donde había un monasterio irlandés. Lo escribió un monje que se hacía llamar Marcus en el prólogo de la historia. En el prólogo se afirma que la obra fue encargada por la "abadesa G". Y, en efecto, en aquella época había una abadesa del convento benedictino de San Pablo de Ratisbona llamada Gisela.El monje relata sucesos acaecidos en esa época que aluden a la posibilidad de que fuera un monje irlandés y tal vez un visitante del convento de San Pablo. Marcus hace referencia a dos reyes irlandeses que hicieron donaciones al monasterio de Santiago en Las visiones de Tondal; también dice al lector en latín las palabras "de barbarico", traducidas como "de los irlandeses", lo que cimenta su origen irlandés.
Fue el más leído de todos los manuscritos anteriores a la historia de Dante, lo que explica que se tradujera a lenguas europeas mayores y menores. Fue "el texto más popular y elaborado del género medieval de la literatura infernal visionaria" y en el siglo XV se había traducido cuarenta y tres veces a quince lenguas, entre ellas el islandés y el bielorruso. Es posible que sirviera de inspiración para el viaje de Dante al infierno, el purgatorio y el cielo.
En la historia, Tondal es un rico caballero irlandés que se desmaya en una fiesta y emprende un profundo viaje onírico a través del Infierno, el Cielo y el Purgatorio (nunca llamado así; la doctrina aún estaba en desarrollo), guiado por un ángel. La experiencia convierte a Tondal en un hombre piadoso. La historia está ambientada en Cork, Irlanda, en 1148, y afirma ser una traducción de un original en idioma irlandés, que sin embargo no ha sobrevivido.

### Texto y guion
Las páginas del manuscrito están dispuestas con una gran imagen en la parte superior de la página acompañada de un texto que describe la historia que tiene lugar y las imágenes que se muestran. La escritura se realiza con tinta negra sobre papel de pergamino. Hay grandes mayúsculas esparcidas por las páginas del manuscrito que rompen los grandes bloques de texto negro de cada página. La escritura de la página también tiene intrincados bordes alrededor de los lados de las páginas, estos bordes tendrían partes iluminadas con pan de oro.

### Decoración
Las miniaturas que aparecen a lo largo de Las visiones de Tondal muestran una gran variedad de técnicas y de uso del color para representar las ideas expuestas en el texto. Las imágenes del Infierno captan las observaciones del artista sobre la realidad en forma de llamas incandescentes con puntas rojas sobre un fondo oscuro y ahumado.Las representaciones de monstruos de aspecto extraño llenan los paisajes, que están llenos de un elegante uso de los colores para mostrar no sólo llamas, sino también lagos helados y frialdad.Una iluminación espectacular realza los efectos de los colores y los paisajes que, junto con el texto, cuentan la historia con todo lujo de detalles. Este despliegue de técnica artística se traslada a las imágenes posteriores al Infierno; cuando Tondal llega a las imágenes del Paraíso, los colores pasan de los rojos brillantes y los azules apagados a los azules claros, los blancos y los verdes vibrantes, presentando una sensación de armonía más calmada. Las imágenes posteriores al Infierno son menos caóticas y más sencillas; sin embargo, muestran visualmente una sensación sombría, tranquila y elegante del Paraíso, un fuerte contraste con las imágenes infernales anteriores que refuerza las ideas de paz y tranquilidad.

## Las miniaturas
Títulos por el Getty, 19/20 enumerados,:
- Tondal sufre una convulsión durante la cena
- Tondal aparece muerto
- El valle de los asesinos
- La montaña de los incrédulos y los herejes
- El valle de los perversamente orgullosos y presuntuosos
- La Bestia Acheron, Devoradora de los Avaros
- El puente tachonado de clavos para ladrones y asaltantes
- La Casa de Fristino; Castigo para los glotones y fornicarios
- La bestia que devora a sacerdotes y monjas impúdicos
- La Fragua de Vulcano; Castigo para los que cometen maldades sobre maldades
- Demonios arrastrando a Tondal a la cisterna infernal
- Las puertas del infierno y Lucifer
- El muro del cielo donde los malos, pero no muy malos, se encuentran en un malestar temporal
- Los buenos pero no muy buenos se alimentan de una fuente
- Dos reyes de Irlanda, antiguos enemigos, que hicieron las paces antes de morir
- Las felices multitudes de los fieles casados
- Los mártires y los puros cantan alabanzas a Dios
- La gloria de los buenos monjes y monjas
- El Muro de Metales y Joyas que rodea a Ángeles y Santos